# Urzana
Urzana (mUr-za-na) war ein König von Muṣaṣir. Auf seinem Siegel nennt er sich šár URUmus-šá-sir. Auf der Stele von Topzawa berichtet Rusa I. von Urartu, ihn in sein Amt eingesetzt zu haben. Sargon sah ihn dagegen als assyrischen Vasallen an. Sein Bruder Šulmu-Bel trägt einen assyrischen Namen.
714 v. Chr. weigerte sich Urzana angeblich, Tribut zu zahlen (Gottesbrief, Zeilen 306–308), worauf Sargon im Zuge seines 8. Feldzugs Muṣaṣir angriff und den Palast von Urzana sowie den Tempel des Ḫaldi plündern ließ (Gottesbrief, Zeilen 309–414).
Urzanas Rollsiegel wurde Ende des 18. Jahrhunderts durch den habsburgischen Botschafter Josef Freiherr von Schwachheim in Istanbul erworben. Es befand sich zuletzt im Medaillenkabinett in Den Haag Het Koninklijk Penningkabinet und wird seit dessen Auflösung im November 2013 im Rijksmuseum van Oudheden in Leiden verwahrt. Es besteht aus Chalcedon, dem man Kräfte gegen Krankheitsdämonen zuschrieb, und ist in assyrischem Stil gehalten. Es zeigt einen bärtigen geflügelten Genius, der zwei Straußen am Hals packt.